# Eugen Lazišťan
Eugen Lazišťan (8. března 1917 Hriňová – 6. ledna 2006 Sučany) patří mezi zakladatele slovenské fotografie. Byl významný fotografický dokumentarista, autor a spoluautor mnohých obrazových publikací, redaktor a pracovník v kultuře.

## Životopis
Narodil se v Hriňové, okres Detva, Banskobystrický kraj, Slovensko. Vyrůstal a žil v Sučanech. Zde získal základní vzdělání. Studoval na učitelském ústavu v Turčianských Teplicích, kde maturoval. Po ukončení školy pracoval jako administrativní pracovník ve Zbrojovce v Považské Bystrici. Vojenskou základní službu absolvoval v letech 1940 –1942. Naučil se fotografovat a působil ve „fotočetě“ u letectva.
Aktivně se zapojil do bojů v SNP. V listopadu 1944 byl zajat a vězněn do konce války v německém zajateckém táboře.
Jeho profesní život je spojen s městem Martin. V Matici slovenské působil jako fotoreportér a redaktor v letech 1942 – 1953. Následně ve Vydavatelství Osveta (1953 – 1982) pracoval jako vedoucí redaktor. Založil edici obrazových publikací.
Spolupracoval s českými i slovenskými fotografy, jako byli Karel Plicka, Martin Martinček, Karol Skřipský, Ján Halaša, M. Gregor, Ester Plicková nebo Karol KállayPůsobil i v odborných porotách fotografických soutěží.
Po odchodu do důchodu pracoval jako dokumentarista Slovenského národního muzea v Martině. Zde se mimo jiné věnoval zpracování sbírek fotografa a etnografa Karla Plicky. Významnou mírou přispěl k vybudování jeho muzea v Blatnici. Působil také jako lektor a konzultant.
Bydlel v Sučanech v Štúrově ulici. Na tento dům byla umístěna pamětní deska, jejímž autorem je akademický sochař Peter Bulík.
V roku 1997 natočil režisér Martin Slivka krátkometrážní dokumentární film o jeho životě a práci s názvem Eugen Lazišťan.
Zemřel ve věku osmdesát osm let a je pochován na hřbitově v Sučanech.

## Dílo
Ve svém díle se zaměřoval hlavně na lidovou architekturu, slovenskou krajinu, zvyky a oděvy. Jeho tvorba má cenu historického a kulturního dokumentu.Lze zařadit jako součást kulturního dědictví Slovenska.
V roce 1941 získal první cenu na oblastní výstavě amatérské fotografie v Martině za soubor snímků Na Smrekovici. Na soutěži „Tlačovej a filmovej služby Robotníckej sociálnej poisťovne“ (1943) zaměřené na lázeňskou tematiku obdržel deset cen. Ve spolupráci s martinskou tiskárnou Neografia vydal jako autor a spoluautor téměř čtyřicet obrazových publikací.

### Publikace (výběr)
- Jasná – Nízké Tatry, Osveta, Martin, 1953
- Bratislava, Osveta, Martin, 1953 (více vydání),
- Dedina na Slovensku včera a dnes, Osveta, Martin, 1958
- Drevené stavby na Slovensku, (spoluautor Ján Michalov), Osveta, Martin, 1971
- Orava, Osveta, Martin, 1976
- Dolu Váhom, (spoluautor Blažej Belák), Osveta, Martin, 1983
- Bratislava dávnych čias, Osveta, Martin, 1990
- Slovensko, Neografie Martin, 2001
- Krajina našej pamäti, (spoluautor Marián Pauer), Vydavatelství Matice slovenské, Martin, 2004[4]

## Ocenění
Eugenu Lazišťanovi bylo na základě usnesení Obecního zastupitelství v Sučanech ze dne 15. dubna 1999 uděleno čestné občanství obce. V základní škole SNP v Sučanech byla zřízena pamětní síň s výstavou jeho tvorby.

### Galerie

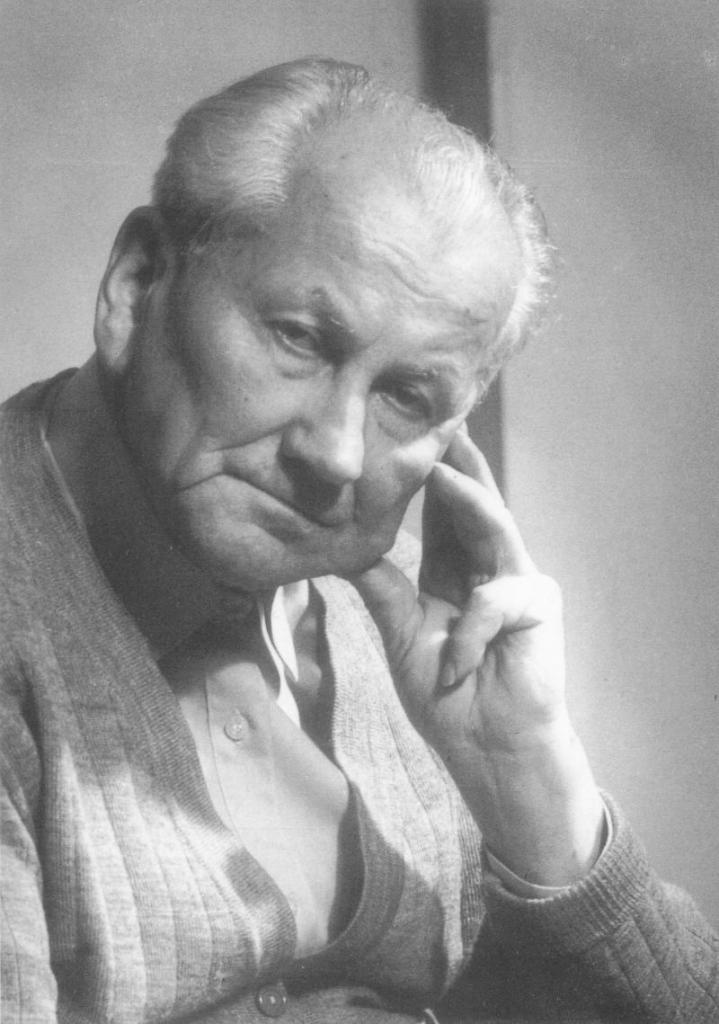
Eugen Lazišťan, starší portrét
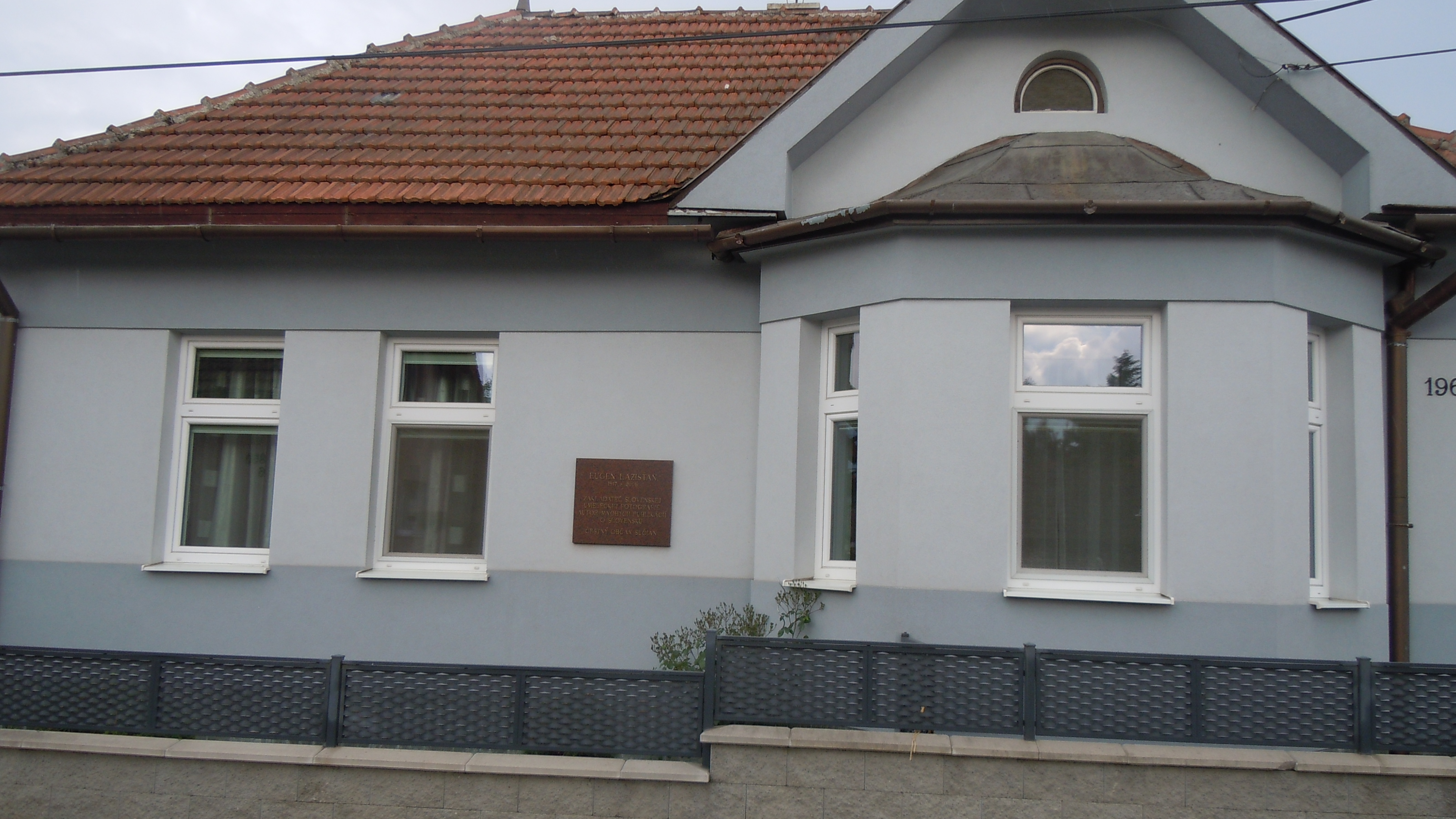
Dům Eugena Lazišťana ve Štúrové ulici
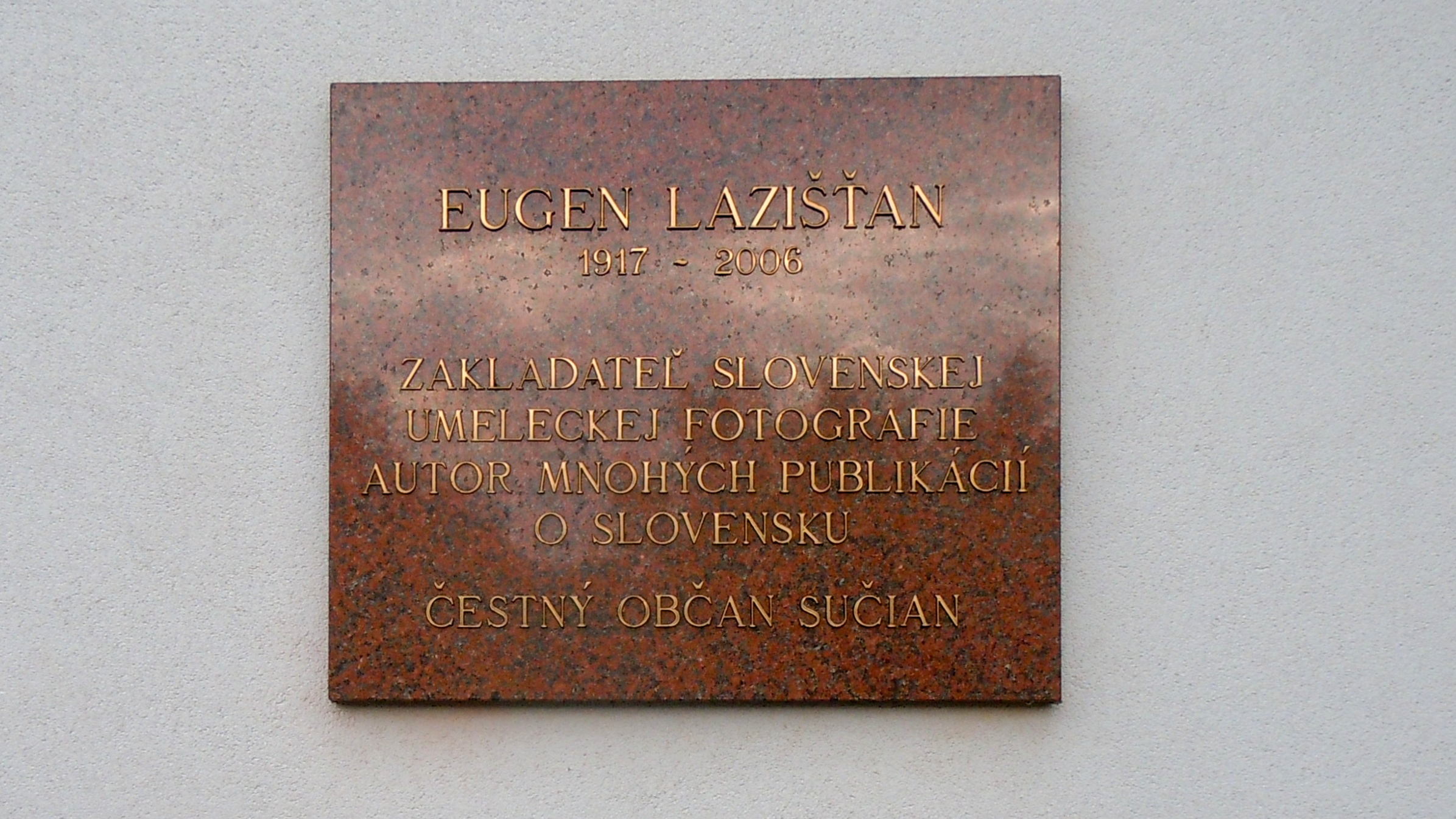
Pamětní deska na domě Eugena Lazišťana
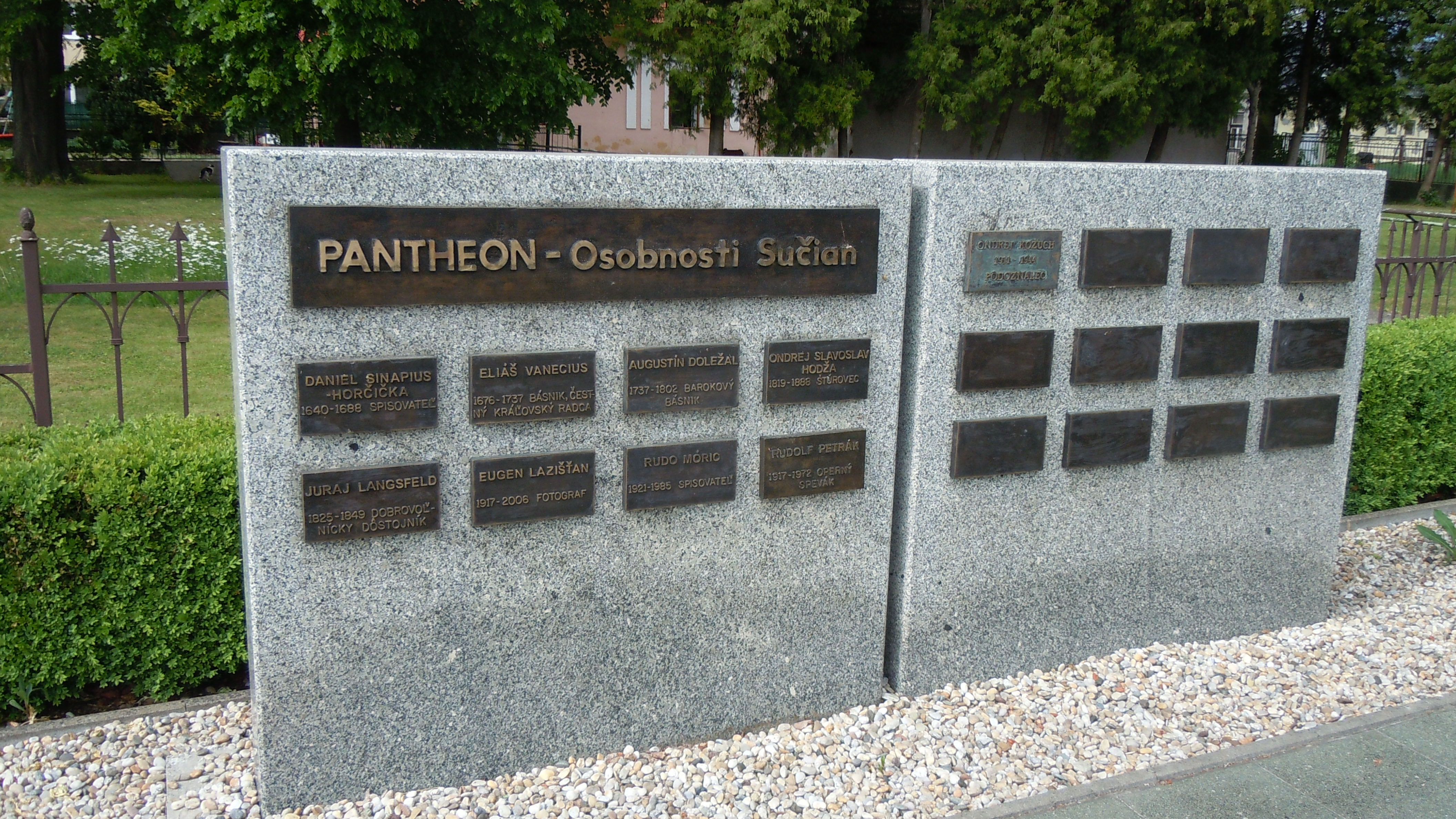
Panteon osobností na Náměstí SNP, Sučany
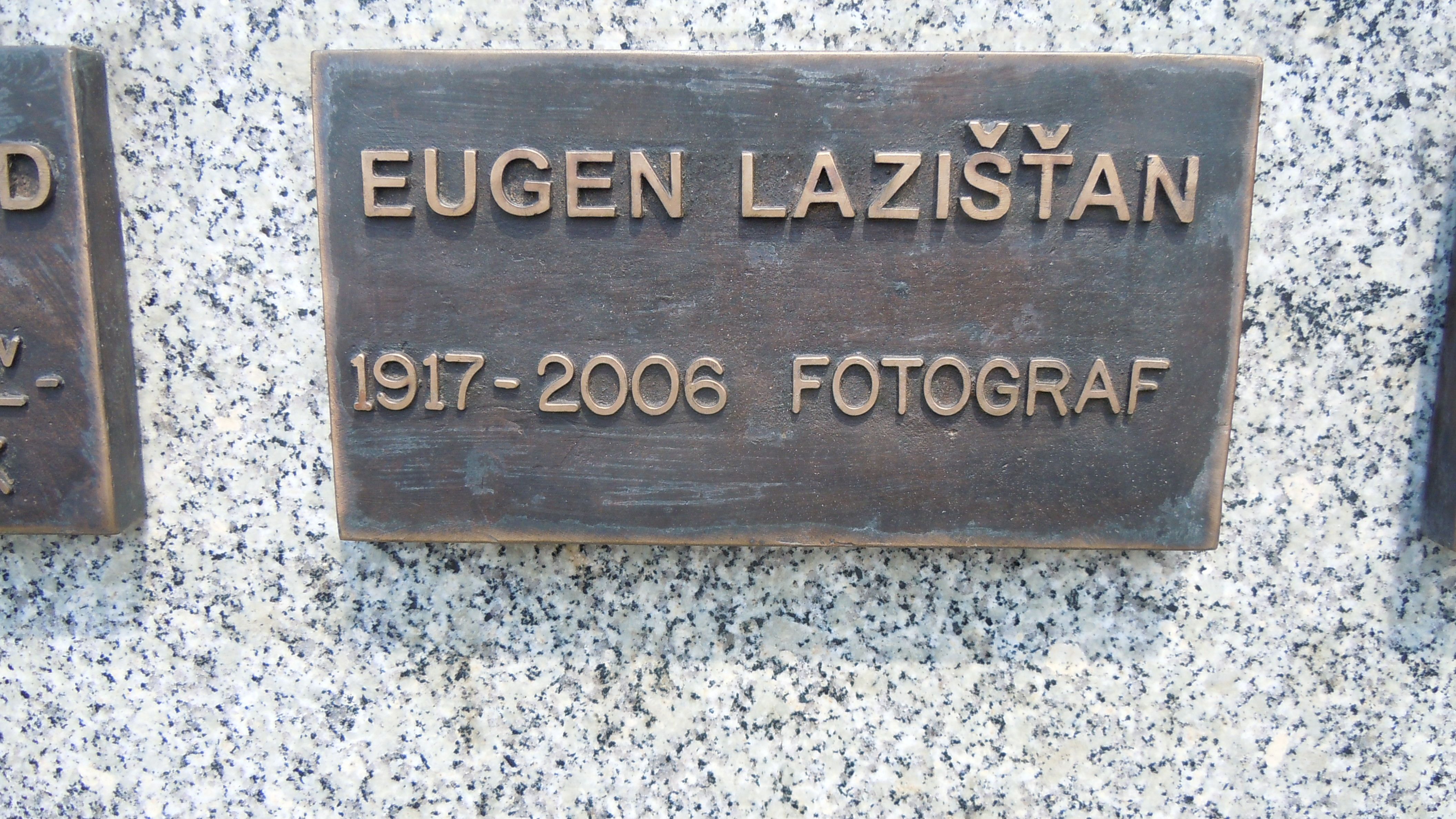
Tabulka s nápisem „Eugen Lazišťan“, Panteon osobností
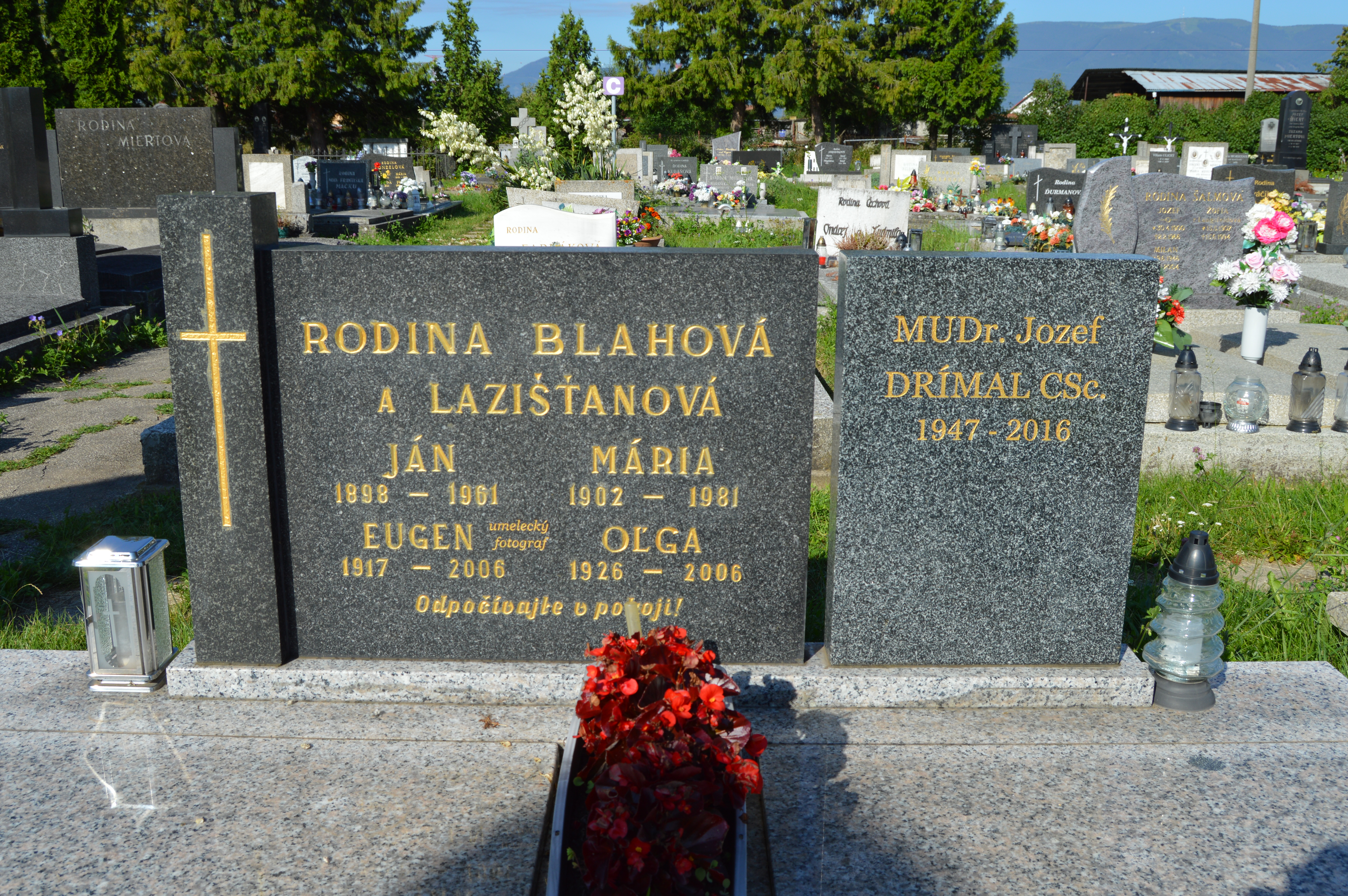
Sučany, pomník u hrobu Eugena Lazišťana